# Kwantung, 2300AD
Kwantung (Tau Ceti II) es uno de los mundos ficticios, existentes en el universo del juego de rol 2300 AD. 
Después de un inicio inestable, los colonos manchúes y mexicanos gozan en Kwantung de las ventajas de una coexistencia pacífica. En este aspecto, Kwantung en un claro ejemplo de la cooperación en el espacio.

## Sistema Estelar
Aparte de contar con un mundo "jardín", el sistema planetario de Tau Ceti ha resultado ser algo notable. La solitaria estrella G8V es anfitriona de siete mundos, así como de un número de minúsculas lunas. La gente de Kwantung ha estado considerando lanzar algunas sondas espaciales a otros planetas de su sistema. Ya se han realizado dos vuelos a los satélites de Kwantung, a Yin y a Yang, catalogados como unos pequeños cuerpos rocosos y se encontró que están compuestos de materiales muy ligeros. El cuerpo más cercano a Tau Ceti, Lupei  está clasificado como un cuerpo rocoso moderado. Hacia el exterior, en mucho la misma relación a Kwantung que Marte es a la Tierra, se encuentra un desértico planeta llamado Taonan. De estos nombres, uno puede decir que los astrónomos chinos estuvieran muy ocupados en los primeros décadas de su colonia. A 5 UAs se encuentra un gigante gaseoso, Foshan, con numerosos satélites helados. Un cinturón de asteroides circunda alrededor de unas 9 UAs, y con dos pedazos grandes que prometen bastante gravedad para hacer posible a una expedición científica en sus superficies. Un segundo gigante gaseoso, Sanhsing, está a 15 UAs y es circundado por lo menos seis satélites rocosos y/o helados bastantes grandes para ser planetas pequeños. Dos planetas de hielo, Shuangcheng y Hsifeng, son los miembros exteriores del sistema, y sus órbitas están suficientemente inclinadas a la eclíptica del planeta como para sugerir que primero formaron como cometas y fueron dibujándola hacia adentro. Se han observado algunos cometas periódicos y se han cartografiado en la historia del planeta, pero las exhibiciones cometarias más grandes han sido de los "maravillosos" que no volverán probablemente por 2000 años.

## Información Planetaria
Kwantung es un planeta tipo-Tierra, en el sistema Tau Ceti.
El planeta circunda a su primaria G8V a una distancia de .72 UA con un período de 225.41 días estándares de la tierra. Su período rotatorio de 35 horas es una de sus características menos parecida a la Tierra. Sin embargo, su temperatura media de 8 grados de C será familiar a cualquier colono humano acostumbrado a los climas templados más frescos.
Kwantung es un poco más pequeño que la tierra. La masa del mundo tiene una atmósfera levemente más fina, aunque es suficiente para sostener gente sin ayuda artificial. Kwantung tiene a una gravedad superficial algo más ligera que el "hogar" de la humanidad. Sus .931G es algo más que se habría esperado de un planeta de 10,000 kilómetros de diámetro, y la especulación inicial sugería que el mundo pudo ser rico en elementos más pesados.
El argón es tan común en la atmósfera, debido a la interrupción de elementos radiactivos, por eso se recolecta y se utiliza para casi cualquier cosa que requiere un gas sin alguna característica en particular. Se utiliza para limpiar los tanques con un chorro de agua que han llevado a cabo otros gases, para inflar los globos (que se hunden, puesto que es más pesado que el aire), como contenido presurizado del control de actitud de cohetes para satélites, y como extintor de fuego. El alto contenido del argón en la atmósfera también hace espectacular las auroras y las exhibiciones fluorescentes durante las tormentas eléctricas.

## Vida Nativa
Los seres autótrofos se han adaptado a un tipo de relación simbiótica con algunas bacterias terrestres. Esta relación ha trabado mucha de la nutrición del suelo en formas que las plantas terrenas no pueden absorber. Un área típica de la vegetación en Kwantung consiste en enormes árboles finos que guardan su follaje del pabellón por lo menos a 20 metros del suelo. La cubierta de tierra en estas áreas es escasa, creando áreas sombreadas grandes alrededor de los delgados troncos de los árboles.
La vida animal se ha desarrollado de manera semejante. Los herbívoros tuvieron que adaptarse a la gran altura de la vegetación, y así, comúnmente a tener piernas y cuellos muy largos. Un herbívoro que ha sido domesticados y puestos al servicio de los colonos en alguna ocasión, los colonos mexicanos le conocen como "rana alta", una bestia aproximadamente dos veces el bulto de un elefante con un alto y delgado cuello alto, que puede alcanzar unos 15 metros. Los depredadores no tienen ninguna necesidad de tal altura y son en lugar son típicamente bajos, pegados al suelo y diseñados para desarrollar una mayor velocidad.